# کادولتس
کادولتس (به چکی: Kadolec) یک منطقهٔ مسکونی در جمهوری چک است که در ناحیه ژدار ناد سازاووو واقع شده‌است. کادولتس ۶٫۰۷ کیلومتر مربع مساحت و ۱۶۷ نفر جمعیت دارد و ۵۹۵ متر بالاتر از سطح دریا واقع شده‌است.